# Оленья (река, впадает в Невское озеро)
Оленья  — река на острове Сахалин. Длина реки — 85 км, площадь водосборного бассейна — 1080 км².
Берёт начало к юго-востоку от одноимённой горы Оленьей, на склоне горы Бор. От истока, принимая большое количество притоков, течёт на юго-запад и юг до горы Овальной по местности, поросшей елово-пихтовым лесом. Затем входит в область болот, отклоняясь по дуге к западу. Впадает в озеро Невское. Ширина реки в низовьях составляет 50 метров, глубина — 2,5 метра, скорость течения 0,1 м/с.
Протекает по территории Поронайского городского округа Сахалинской области.

## Основные притоки
Объекты перечислены по порядку от устья к истоку.
- 22 км: Торфяная
- 36 км: Тундровка
- 57 км: Дождейка

## Данные водного реестра
По данным государственного водного реестра России относится к Амурскому бассейновому округу.
Код объекта в государственном водном реестре — 20050000212118300003457.